# 나이트메어 4: 꿈의 지배자
《나이트메어 4: 꿈의 지배자》(영어: A Nightmare on Elm Street 4: The Dream Master)는 1988년에 개봉된 미국의 판타지 슬래셔 영화이다. 《나이트메어 3: 꿈의 전사》(1987)의 속편이며, 나이트메어 시리즈 네 번째 작품이다. 등장인물들이 재학 중인 고등학교를 주무대로 이야기가 전개된다.
《나이트메어 5: 꿈꾸는 아이들》(1989)로 이어진다.

## 줄거리
전편으로부터 1년 뒤인 1988년. 생존자들은 프레디 크루거를 드디어 물리쳤다고 생각하며 일상으로 돌아와 평범하게 지내고 있었다. 하지만 결국 부활한 프레디가 돌아와 이들의 꿈을 다시 지옥으로 만든다. 

## 출연진
- 리사 윌콕스
- 대니 해슬
- 로버트 엥글런드
- 튜즈데이 나이트
- 브룩 시스
- 켄 세이고스
- 로드니 이스트먼
- 앤드러스 존스
- 리네이아 퀴글리
- 로버트 셰이

## 기타 제작진
- 미술: C.J. 스트론, 믹 스트론
- 분장: R. 크리스토퍼 비그스, 스크리밍 매드 조지
- 특수 분장: 스티브 존슨